# Scinkovití
Scinkovití (Scincidae) je čeleď plazů, která čítá asi 1500 druhů, čímž se řadí mezi nejrozmanitější čeledi ještěrů. Na základě nalezených fosílií (čelistí) se předpokládá, že první drobní ještěři podobní scinkům se objevili v období křídy před 140 miliony lety. Nálezy celých koster pak dokládají široké rozšíření těchto ještěrů během oligocénu a miocénu. V současnosti se zástupci této čeledi vyskytují na různých stanovištích téměř po celém světě.

## Popis
Většina scinkovitých jsou drobnější ještěři, měřící obvykle od špičky nosu po kloaku kolem 12 cm. Největším známým druhem je scink šalomounský (Corucia zebrata), který měří i s ocasem asi 60 cm. Ocas je obvykle dlouhý a ke špičce se zužuje. Scinkové ho mohou v případě napadení predátorem odvrhnout.
Scinkovití mají obvykle krátké nohy, některé rody, například Typhlosaurus, je nevlastní vůbec. Jiným rodům (Neoseps) zase mohou chybět přední končetiny a několik prstů. Pohyb u těchto rodů spíše připomíná plazení hadů. Výzkum ukázal, že některé vývojové linie scinků své nohy vývojem v suchých podmínkách nejprve ztratily, po návratu vlhčího podnebí je ale po mnoha generacích opět vyvinuly.

## Chování
Scinkovití obvykle žijí pod zemí, kde jsou v bezpečí před predátory, mezi které se řadí například mývalové, kočky, psi, hadi a jestřábovití. Obývají také různá skrytá místa, jako listoví, ale také garáže nebo byty. Jsou teritoriální a mnohdy u sebe více scinků nestrpí. Jsou to obvykle denní tvorové.
Na rozpoznávání pachů obvykle používají Jacobsonův orgán. Kořist dohoní nebo počkají, až zůstane v klidu a zmocní se jí. Polykají ji v celku.
Většina druhů je vejcorodá, zhruba 45 % je živorodých, početná je také vejcoživorodost. Některá mláďata, například z rodů Tiliqua a Corucia, jsou v lůně matky vyživována pomocí placenty.
Existují hypotézy, podle kterých jsou scinkové schopni poměrně výrazných kognitivních pochodů. To nasvědčuje možnosti, že se jedná o inteligentnější živočichy, než bylo dosud předpokládáno.

## Rody
- Ablepharus
- Acontias
- Acontophiops
- Adrasteia
- Afroablepharus
- Alinea
- Allengreers
- Amphiglossus
- Androngo
- Anomalopus
- Apterygodon
- Aspronema
- Asymblepharus
- Ateuchosaurus
- Barkudia
- Bartleia
- Bassiana
- Brachymeles
- Brasiliscincus
- Caledoniscincus
- Calyptotis
- Capitellum
- Carlia
- Cautula
- Celatiscincus
- Chabanaudia
- Chalcides
- Chalcidoseps
- Coeranoscincus
- Cophoscincopus
- Corucia
- Cryptoblepharus
- Cryptoscincus
- Ctenotus
- Cyclodina
- Cyclodomorphus
- Dasia
- Davewakeum
- Egernia
- Emoia
- Eremiascincus
- Eroticoscincus
- Eugongylus
- Eulamprus
- Eumeces
- Eumecia
- Eurylepis
- Eutropis
- Exila
- Feylinia
- Fojia
- Geomyersia
- Geoscincus
- Glaphyromorphus
- Gnypetoscincus
- Gongylomorphus
- Gongylus
- Graciliscincus
- Haackgreerius
- Hakaria
- Helioscincus
- Hemiergis
- Hemisphaeriodon
- Isopachys
- Janetaescincus
- Kanakysaurus
- Lacertaspis
- Lacertoides
- Lacertus
- Lamprolepis
- Lampropholis
- Lankascincus
- Larutia
- Leiolopisma
- Lepidothyris
- Leptoseps
- Leptosiaphos
- Lerista
- Lioscincus
- Lipinia
- Lobulia
- Lubuya
- Lygisaurus
- Lygosoma
- Mabuya
- Macroscincus
- Maniciola
- Maracaiba
- Marisora
- Marmorosphax
- Melanoseps
- Menetia
- Mesoscincus
- Mochlus
- Morethia
- Nangura
- Nannoscincus
- Ndurascincus
- Neoseps
- Nessia
- Niveoscincus
- Notomabuya
- Notoscincus
- Novoeumeces
- Oligosoma
- Ophiomorus
- Ophioscincus
- Orosaura
- Pamelaescincus
- Panaspis
- Panopa
- Papuascincus
- Parachalcides
- Paracontias
- Paralipinia
- Parvoscincus
- Phoboscincus
- Plestiodon
- Prasinohaema
- Proablepharus
- Proscelotes
- Pseudoacontias
- Pseudemoia
- Psychosaura
- Pygomeles
- Riopa
- Ristella
- Saiphos
- Saproscincus
- Scelotes
- Scincella
- Scincopus
- Scincus
- Scolecoseps
- Sepsina
- Sigaloseps
- Simiscincus
- Sirenoscincus
- Sphenomorphus
- Sphenops
- Spondylurus
- Tachygia
- Techmarscincus
- Tiliqua
- Trachylepis
- Tribolonotus
- Tropidophorus
- Tropidoscincus
- Typhlacontias
- Typhlosaurus
- Varzea
- Vietnascincus
- Voeltzkowia